# Gmina Langå
Gmina Langå (duń. Langå Kommune) – w latach 1970–2006 (włącznie) jedna z gmin w Danii w okręgu Århus Amt. 
Siedzibą władz gminy było miasto Langå. 
Gmina Langå została utworzona 1 kwietnia 1970 na mocy reformy podziału administracyjnego Danii. Po kolejnej reformie w 2007 r. weszła w skład gmin Favrskov i Randers.

## Dane liczbowe
- Liczba ludności: (♀ 4264 + ♂ 4132) = 8396
  - wiek 0-6: 10,3%
  - wiek 7-16: 13,9%
  - wiek 17-66: 63,5%
  - wiek 67+: 12,2%
- zagęszczenie ludności: 63,6 osób/km²
- bezrobocie: 6,0% osób w wieku 17-66 lat
- cudzoziemcy z UE, Skandynawii i USA: 83 na 10 000 osób
- cudzoziemcy z krajów Trzeciego Świata: 144 na 10 000 osób
- liczba szkół podstawowych: 3 (liczba klas: 49)

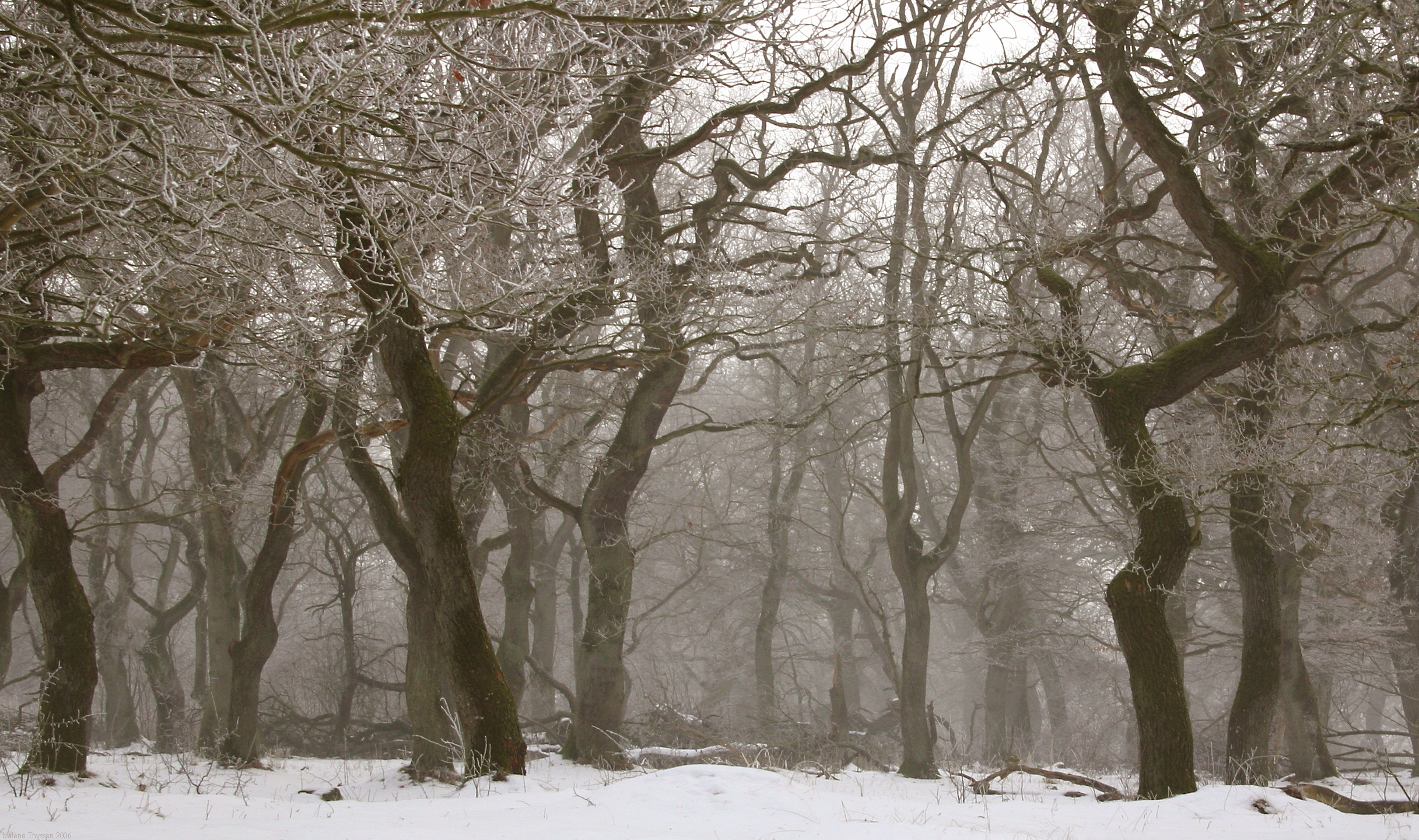
Las pastewny w Langå